# Ava (fumetto)
Ava è un fumetto umoristico creato negli anni novanta da Massimo Cavezzali. Il fumetto prende il nome dalla sua protagonista, appunto Ava, una prosperosa papera antropomorfa, sexy e disinibita, ma anche romantica e sognatrice, che gira il mondo inseguendo i suoi sogni.

## Storia editoriale
(Massimo Cavezzali)
La storia editoriale di Ava è stata piuttosto travagliata. Il fumetto ha fatto la sua prima apparizione sulle pagine della rivista italiana Il Grifo nel 1991, e la sua pubblicazione è proseguita fino al 1994. Si trattava di storie brevi, a colori, di quattro tavole ciascuna (con l'eccezione degli episodi speciali pubblicati sui numeri 12 e 26, rispettivamente di 12 e 16 pagine ciascuna). Molte di queste storie sono state in seguito ristampate, sempre dalle edizioni Il Grifo, in un volume monografico uscito nel 1993.
In seguito alla chiusura della rivista, il fumetto è stato pubblicato dal 1994 al 1996 su Comix, in storie brevi in bianco e nero. Dal 1998 e il 2000, infine, Ava è apparso, saltuariamente, su Lupo Alberto, in storie a puntate di più ampio respiro, realizzate nel formato di strisce, per venire incontro al formato dell'albo stesso.
Sebbene il personaggio sia stato interamente ideato e realizzato, tranne poche storie speciali, da Cavezzali, il nome "Ava" è invece dovuto ad un'idea del giornalista Vincenzo Mollica. Nelle parole di Cavezzali: "Io avevo in mente una papera, lui un nome da papera (...)". Mollica ha anche realizzato una poesia dedicata ad Ava, apparsa sul numero 58 di Comix. Le prime storie di Ava, inoltre, erano disegnate con uno stile che strizzava volutamente l'occhio ai cartoon di Tex Avery.

## Biografia del personaggio
La protagonista del fumetto, Ava, è una prosperosa papera antropomorfa, bionda, dagli occhi azzurri, sempre pronta ad inseguire i suoi sogni di successo e d'amore.
Nella sua prima apparizione, sul n°4 de Il Grifo, Ava è una cameriera che lavora in una squallida pizzeria di una città non precisata. Alla fine della storia, tuttavia, viene rapita da uno sceicco innamorato di lei, che la porta nel suo castello in mezzo al deserto. Pur se trattata da principessa, Ava si stanca presto della monotona vita di corte, e del suo viziato rapitore, e decide perciò di fuggire. Iniziano così le sue peripezie in giro per il mondo, che la vedono spostarsi tra i luoghi più disparati, dalle Hawaii fino a New York, passando per il Texas e l'Oregon, dove la papera ha modo, fra l'altro, di incontrare Carl Barks.

## Altri personaggi
Nelle storie più recenti, pubblicate su Lupo Alberto, Ava è accompagnata da un'amica, Bum-Bum, una gallina più timida di lei. Questo ciclo di storie vede le due alle prese con avventure ancor più surreali delle precedenti, in cui si ritrovano a viaggiare per lontani pianeti (in compagnia di sgangherati extraterrestri), o nella favolosa città di Atlantide.
Nei fumetti di Ava compaiono spesso dei veri e propri camei di famosi personaggi dell'arte e della cultura: oltre al già citato Barks, sono passati per le pagine del fumetto, fra gli altri, anche Andy Warhol, Keith Haring e Joe Di Maggio, oltre che personaggi di altri fumetti quali Paperino, Tom & Jerry e numerosi personaggi dei Looney Tunes.